# Walter Adam
Walter Adams (Kufstein, Austria, 3 de noviembre de 1922 – East Lansing, Míchigan, 8 de enero de 1998) fue un economista y académico estadounidense de origen austríaco, conocido por su trabajo en la economía industrial y su defensa de la libre competencia. Se desempeñó como presidente de la Universidad Estatal de Míchigan (MSU) desde 1969 hasta 1970.

## Biografía
Walter Adams nació en Kufstein, Austria, el 3 de noviembre de 1922. Emigró a los Estados Unidos en 1939.  Obtuvo su licenciatura en Economía en el Brooklyn College en 1942, y posteriormente un máster (1946) y un doctorado (1948) en la Universidad de Yale.

## Carrera Académica
Adams se unió a la facultad de economía de la Universidad Estatal de Míchigan en 1946, donde permaneció durante toda su carrera académica. Se especializó en economía industrial, con un enfoque particular en la regulación antimonopolio y la política de competencia. Fue un defensor de la intervención gubernamental para prevenir la concentración excesiva de poder económico y promover mercados competitivos.
En 1969, fue nombrado presidente interino de la Universidad Estatal de Míchigan, cargo que ocupó hasta 1970. Su mandato se caracterizó por los desafíos asociados con las protestas estudiantiles y la agitación social de la época. Después de su breve presidencia, regresó a su puesto como profesor de economía en la universidad.

## Contribuciones y Reconocimientos
Adams fue autor de numerosos libros y artículos sobre economía industrial y política de competencia.  Su trabajo influyó en el debate sobre la regulación antimonopolio y la política industrial en los Estados Unidos. Fue un crítico de la concentración de poder en industrias como la automotriz y la del acero.
The Structure of American Industry (Varios ediciones y coautorías)
- Adams, Walter, ed. The Structure of American Industry. New York: Macmillan, 1950.
- Adams, Walter, and James W. Brock. The Structure of American Industry. 5th ed. New York: Macmillan, 1977. (Ediciones posteriores también existen)

Además de su trabajo académico, Adams fue un consultor de política económica y testificó ante comités del Congreso sobre temas relacionados con la competencia y la regulación.

## Vida personal
Walter Adams falleció el 8 de enero de 1998, en East Lansing, Míchigan.